# Juan Güell
Juan o Joan Güell y Ferrer (Torredembarra, Tarragona, España, 3 de marzo de 1800 –  Barcelona, España, 29 de noviembre de 1872) fue un industrial, político y economista español, activo defensor del proteccionismo. Inició una saga familiar de destacados empresarios y patricios catalanes.

## Biografía
Juan Güell era el hijo primogénito de Pau Güell y Roig (1769-1818), un masovero de Sant Vicenç de Calders y Rosa Maria Ferrer, hija de una familia de sastres de Torredembarra. Su padre se vio obligado a hacer las Américas, trasladándose a Santo Domingo para dedicarse al comercio. Hacia 1809 Güell hijo viajó junto a su padre para trabajar en el almacén familiar. Sin embargo, ante la inestabilidad política que vivía la isla —y que provocó la ruina de su padre— en 1816 regresó a Cataluña para cursar estudios de piloto de flota mercante en la Escuela Náutica de Barcelona.
A pesar de la fallida experiencia americana paterna, finalizados los estudios, en 1818, Joan Güell volvió a cruzar el Atlántico y se instaló en Cuba. Después de trabajar como dependiente de comercio, fundó junto a otros dos socios su propio negocio, dedicado al comercio de importación y exportación. Logró hacerse con el monopolio del mercado y se convirtió en el director de la asociación de empresas importadoras y exportadoras de La Habana, amasando una importante fortuna. Gran parte de esta riqueza provino del tráfico de esclavos.
A mediados de los años 1830, tras haber viajado por Estados Unidos y Europa para estudiar los distintos sistemas de producción, regresó a Barcelona con el objetivo de invertir su fortuna. En 1838, junto a otros socios, fundó La Barcelonesa -convertida en Tous, Ascacíbar y Compañía en 1841- empresa dedicada a la fundición de hierro y a la construcción de maquinaria pesada para la industria textil. Posteriormente se hizo cargo de la fábrica de hilados de su cuñado, cuando este falleció en 1846. Güell orientó el negocio hacía la fabricación de veludillos y panas de algodón, géneros que hasta entonces ningún industrial había logrado producir con éxito en España. Para ello, viajó a Inglaterra para estudiar el sistema de fabricación de la pana, comprar maquinaria y contratar técnicos, y se asoció con Domingo Ramis, un mecánico que en 1847 había obtenido el privilegio real para la fabricación exclusiva de pana durante cinco años. Juntos crearon, en 1848, la sociedad comanditaria Güell, Ramis y Compañía, aunque la fábrica, instalada en las afueras de Barcelona, en Sants, fue siempre conocida como Vapor Vell, en contraposición con la vecina fábrica de La España Industrial, popularmente llamada Vapor Nou.
Joan Güell completó sus estudios en la Càtedra de Economía Política de la Junta de Comercio de Barcelona, donde fue discípulo de Eudald Jaumeandreu y seguidor de sus postulados proteccionistas frente a los productos extranjeros. Siguiendo esta línea, en 1847 fue impulsor y presidente de la Junta de Fábricas de Cataluña y en 1849 fundó el Instituto Industrial de Cataluña -precursor del actual Fomento del Trabajo Nacional- desde cuyo diario, El Bien Público, defendió las tesis proteccionistas, con la colaboración de juristas como Manuel Durán y Bas y Josep Sol y Padrís. Güell fue también miembro de la juntas de gobierno de la Sociedad de Seguros Mutuos contra Incendios de Barcelona, y del Banco de Barcelona entre 1845 y 1856.
En 1855 fue uno de los fundadores de la industria metalúrgica La Maquinista Terrestre y Marítima, como accionista de una de las empresas constituyentes, Tous, Ascacíbar y Cia., sucesora de La Barcelonesa.
Güell, Ramis y Compañía se convirtió en una de las mayores industrias algodoneras de España y, a su vez, en epicentro del incipiente movimiento obrero. Varias revueltas laborales, como el conflicto de las selfactinas, en 1854 y, sobre todo, el asesinato a tiros de Sol y Padrís, director del Vapor Vell, el 2 de julio de 1855, durante la primera huelga general de España, llevaron a Güell a retirarse de la gestión directa de la fábrica, aunque mantuvo siempre la inversión. Delegó en Mariano Parellada Rivas y se trasladó primero a Francia y luego a Lérida, donde compró y modernizó una explotación agrícola. Alejado de la actividad industrial, en sus últimos años de vida se dedicó especialmente a la defensa de las ideas proteccionistas como escritor, conferenciante y dando también el salto a la política.
Se ganó un importante prestigio gracias a sus artículos en periódicos como La España, La Correspondencia, Diario de Barcelona, El Fomento, La Verdad Económica y el ya citado El Bien Público, además de la obra Examen de la crisis actual, editada en 1866. Tras su muerte, varios de estos escritos y opúsculos fueron recopilados en la obra póstuma Escritos económicos.
En cuanto a su carrera política, en las elecciones de 1857 y 1858 fue elegido diputado a las Cortes Españolas por la Unión Liberal por el distrito de la Lonja de Barcelona. Fue también regidor del Ayuntamiento de Barcelona y senador por designación real de Isabel II de 1862 a 1968. Tras la Revolución de 1868, que dio el poder a los librecambistas en Madrid, Güell encabezó el movimiento de la burguesía industrial catalana en defensa del proteccionismo. Con este objetivo, junto a Pedro Bosch Labrus, fundó en 1869 el Fomento de la Producción Nacional -que posteriormente se fusionaría con el Instituto Industrial de Cataluña para dar origen al Fomento del Trabajo Nacional- con el fin de oponerse frontalmente a la reforma arancelaria librecambista del ministro Laureano Figuerola.
A raíz del estallido de la guerra de los Diez Años fundó junto a otros indianos el Círculo Hispano Ultramarino de Barcelona, desde donde promovió la oposición a la independencia de Cuba en nombre de los intereses de los empresarios españoles. En este sentido publicó, en 1871, la obra Rebelión cubana. El Círculo Hispano Ultramarino se destacó también por sus campañas contra la abolición de la esclavitud.
Joan Güell falleció en 1872. En el momento de su muerte su patrimonio fue tasado en 7,2 millones de pesetas.

### Vida familiar
El 7 de noviembre de 1845 Juan Güell se casó con Francisca Bacigalupi y Dolcet, perteneciente a una familia genovesa instalada en la ciudad condal, que falleció un año más tarde, en el parto de su primogénito, Eusebio Güell y Bacigalupi (1846-1918). Como único hijo varón, Eusebio Güell heredó la mayor parte del patrimonio paterno, que amplió gracias, en gran medida, a su matrimonio con la hija del marqués de Comillas, Antonio López y López, íntimo amigo de su padre. Eusebio Güell, que también recibió el título de conde de Güell del rey Alfonso XIII, invirtió gran parte de la fortuna familiar en el mecenazgo del arquitecto Antoni Gaudí. Su hijo Juan Antonio, nieto de Juan Güell, fue alcalde de Barcelona entre 1930 y 1931. En 1850 Juan Güell se casó de nuevo, con su cuñada, Camila Bacigalupi, quien también murió un año más tarde, tras dar a luz a su hija Josefina Güell y Bacigalupi (1853-1874).

## Reconocimientos

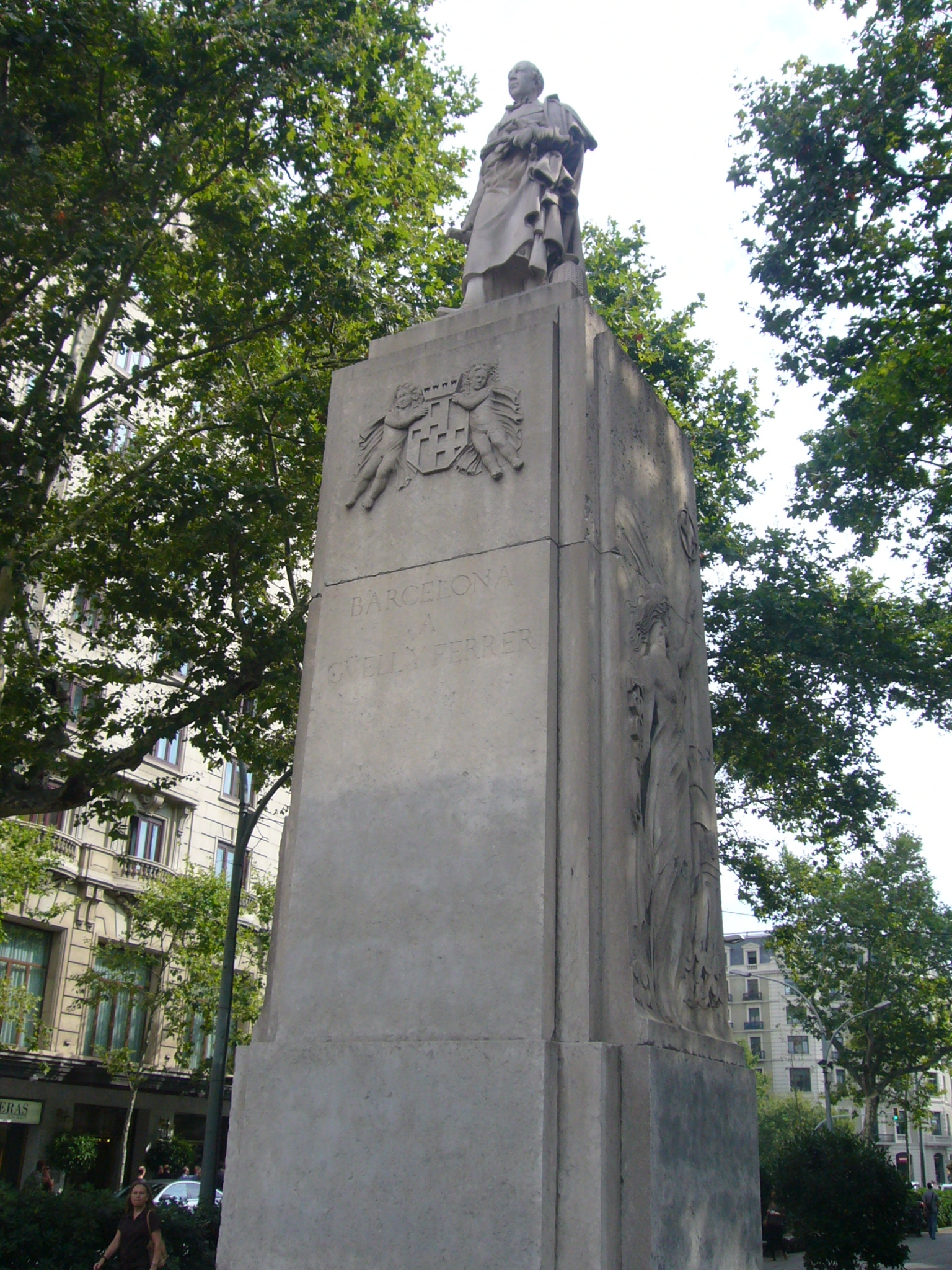
El monumento en la actualidad.

El liderazgo de Joan Güell en defensa de los intereses de los industriales catalanes hizo que, tras su muerte, un grupo de empresarios encabezado por José Pi Solanas impulsara la erección de un monumento en su memoria. El Ayuntamiento de Barcelona lo emplazó en el centro de una plaza en la confluencia de la Rambla de Cataluña con la Gran Vía de las Cortes Catalanas, en unos terrenos del ensanche de la ciudad que empezaban a ser urbanizados. Proyectado por el arquitecto Joan Martorell, el monumento se inauguró el 31 de mayo de 1888, coincidiendo con la celebración de la Exposición Universal de Barcelona. El conjunto escultórico, de 16 metros de altura, estaba coronado por una figura de bronce de Güell, obra de Rossend Nobas. El pedestal presentaba en cada uno de sus cuatro costados la escultura de una matrona, simbolizado alegorías de la agricultura (obra de Maximí Sala), el arte (de Francisco Pagés Serratosa), el comercio (de Eduard Alentorn) y la industria (de Torquat Tasso). En julio de 1936, con el estadillo de la guerra civil española, el monumento fue destruido por grupos anarquistas. Finalizada la contienda, la obra fue reconstruida: Frederic Marès realizó en mármol blanco una réplica prácticamente exacta de la escultura original de Güell, aunque el pedestal, encargado al arquitecto Joaquim Vilaseca, fue significativamente simplificado y reducido respecto al original. Tampoco se respetó la ubicación original, y se desplazó del centro del cruce a escasos metros, junto a los Jardines de la Reina Victoria de la Gran Vía, un tramo popularmente conocido como el Quatre de Copes.
En 1907 el Ayuntamiento de Barcelona dio el nombre de Juan Güell a una de las calles contiguas al Vapor Vell. Tras sucesivas prolonganciones, que supusieron también el derribo de algunas de las antiguas naves industriales, desde 1999 esta larga calle une la Plaza de Sants con la Avenida Diagonal.

## Fondo personal
Parte del fondo personal de Joan Güell y Ferrer se conserva en el Archivo Histórico de la Ciudad de Barcelona. Está integrado por documentos que abordan, entre otros, temas vinculados al comercio (aduanas y aranceles, libre comercio), al consumo, a la actividad política (Cortes y Senado), a países extranjeros y correspondencia diversa.

## Obras
- Comercio de Cataluña con las demás provincias de España (1853)
- Causas económico-administrativas de los males actuales de España (1866)
- Rebelión cubana (1871)
- Escritos económicos (1880)